# Pieter Claeissins el Viejo

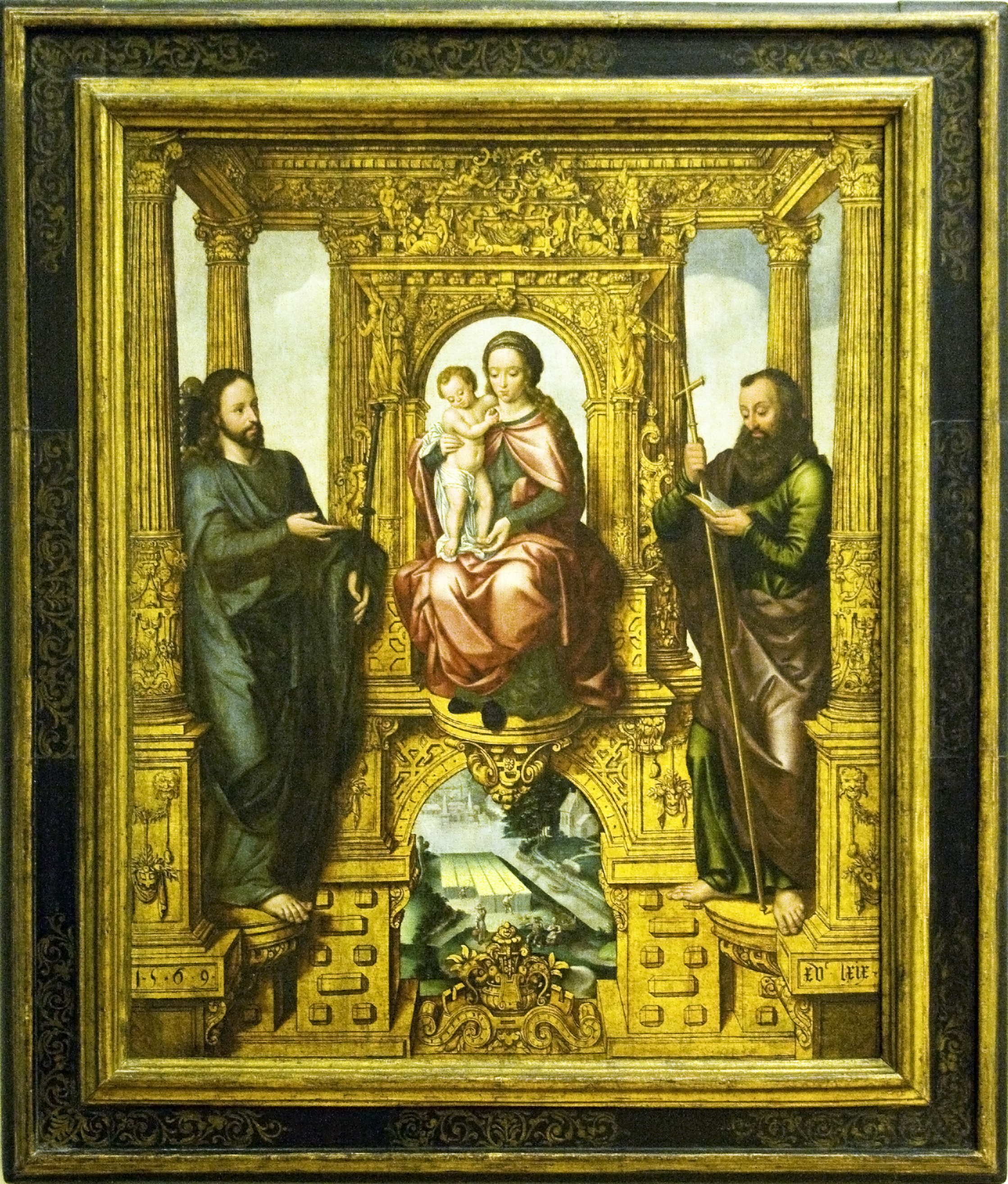
La Virgen el Niño entronizados, con Santiago el Mayor y el Menor, 1569, hoy en el Bode Museum de Berlín.

Pieter Claeissens el Viejo (Brujas, 1500-1576) fue un pintor y miniaturista flamenco. Su apellido se ha escrito en ocasiones como Claes, Claeis, Claeyssens y Claeyssoone.
Pieter Claeissins pertenecía a la familia de artistas Claeissins, de Brujas. En 1516 fue admitido en el Gremio de San Lucas, el gremio de los pintores, de esa ciudad. Estudió con Adriaan Becaert. En 1530 alcanzó la categoría de maestro. Más tarde, en 1572-73 fue decano de los pintores.
Desde 1544 también fue miembro del gremio de los ilustradores de libros o miniaturistas. Padre de los pintores Antoon Claeissens, Gillis Claeissins y Pieter Claeissins el Joven. Pieter Claeissins estuvo influenciado por Pieter Pourbus y permaneció fiel a la escuela de pintores de Brujas, aunque en su trabajo también se aprecia la presencia de elementos italianos.

## Obra
- 1560, Autorretrato, en el Museo Nacional de Oslo.
- Crucifixion (1567), parte central del tríptico de Francisco de Salamanca, en el museo Groeninge; las tablas laterales en el Museum van de Potterie de Brujas.
- Resurrección, en la iglesia de San Salvador (1573). Colocado en el altar mayor, dañado por la Tormenta de Beel, restaurado en 1586 por Pieter Claeissins de Jonge.
- Las Siete Maravillas de Brujas, importante trabajo que data de 1550 y que generalmente se le atribuye.
- Caballero arrodillado con sus cuatro hijos, colección del Príncipe de Orange en Bruselas.
- Retrato de Hombre, en el Museo de Copenhague.